# Sävedalens IF
Sävedalens IF är en fotbollsklubb i Sävedalen i Partille, bildad 1932. Klubbens herrlag spelar sedan 2010 i Division 2 Västra Götaland.
Anledningen till att Sävedalens Allmänna Idrottsklubb var att spelare i Sävedalens IF ville ha en egen förening då de inte var nöjda med hur mycket de fick använda fotbollsplanen. Under de första åren dominerande fotbollen men 1935 lades fotbollen ned och fotbollsspelarna återvände till Sävedalens IF.
Bertil "Bebben" Johansson började spela för Sävedalens IF och togs ut i stadslaget och ungdomslandslaget. Han spelade i Sävedalens A-lag 1951–1954.

## Kända profiler
- Bertil "Bebben" Johansson
- Kristoffer Peterson
- August Erlingmark
- Gustav Ludwigson
- Alexander Bernhardsson